# Milagro (álbum de Santana)
Milagro es un álbum de estudio de Santana, publicado el 5 de mayo de 1992 por Polydor Records. El álbum fue dedicado a la memoria de Miles Davis y del productor Bill Graham. 

## Lista de canciones
1. "Introduction — Bill Graham (Milagro)" (M. Johnson, Bob Marley, Carlos Santana) – 7:34
2. "Somewhere in Heaven" (Alex Ligertwood, Santana) – 9:59
3. "Saja/Right On" (Joe Roccisano/Earl Derouen, Marvin Gaye) – 8:51
4. "Your Touch" (Santana, Chester D. Thompson) – 6:34
5. "Life Is for Living" (Pat Sefolosha) – 4:39
6. "Red Prophet" (Benny Rietveld) – 5:35
7. "Agua que va caer" (Carlos Valdes, Eugene Arango) – 4:22
8. "Make Somebody Happy" (Santana, Ligertwood) – 4:14
9. "Free All the People (South Africa)" (Jackie Holmes) – 6:04
10. "Gypsy/Grajonca" (Santana, Thompson) – 7:09
11. "We Don't Have to Wait" (Santana, Armando Peraza, Thompson) – 4:34
12. "A Dios" (Santana, John Coltrane, Gil Evans) – 1:21

## Créditos
1. Carlos Santana — guitarra, voz
2. Chester D. Thompson — teclados, voz
3. Benny Rietveld — bajo
4. Walfredo Reyes Jr. — batería, percusión
5. Raul Rekow — timbales, percusión, voz
6. Karl Perazzo — timbales, guido, quinto, bongo, voz
7. Billy Johnson — batería ("Right On", "Your Touch")
8. Tony Lindsay — voz ("Life Is for Living", "Make Somebody Happy")
9. Alex Ligertwood — voz ("Somewhere in Heaven")
10. Larry Graham — voz ("Right On")
11. Rebeca Mauleón — piano ("Agua que va a caer")
12. Wayne Wallace — trombón ("Agua que va caer", "Free All the People", "Milagro")
13. Bill Ortiz — trompeta ("Agua que va caer", "Free All the People", "Milagro")
14. Robert Kwock — trompeta ("Agua que va caer", "Free All the people", "Milagro")
15. Melecio Magdaluyo — saxofón ("Agua que va caer", "Free All the People", "Milagro")
16. Bad River Singers — coros ("Agua que va caer")